# Gustav Ucicky
Gustav Ucicky, właśc. Gustav Učický (ur. 6 lipca 1899 w Wiedniu, zm. 26 kwietnia 1961 w Hamburgu) – austriacki reżyser, scenarzysta i operator filmowy. Nieślubny syn malarza Gustava Klimta.

## Życie prywatne
Gustav Ucicky był synem urodzonej w Pradze, Marii Učickiej (1880–1928) i austriackiego malarza Gustava Klimta. Učická była jedną z modelek Gustava Klimta.
Ojcostwo Klimta było często kwestionowane w przeszłości. W roku 1925 sam Gustav Ucicky zlecił ekspertowi od krojów pisma, Michaelowi Tomkowi, sporządzenie ekspertyzy dotyczącej korespondencji jego rzekomego ojca, Gustava Klimta, z matką, Marią Učicką. Raport wykazał, że wszystkie listy pochodziły od tego samego autora. W lipcu 1899 roku, na kilka dni przed narodzinami Gustava Ucickiego, Klimt napisał do Marii Učickej: „Szczerze życzę, aby wszystko poszło dobrze i szybko”. Ich korespondencję można odtworzyć do 1916 roku.
Maria Ucicky, jak oficjalnie nazywano ją w Austrii, zmarła w wieku 47 lat i została pochowana 6 stycznia 1928 na cmentarzu Hietzinger Friedhof w Wiedniu. Dziesięć lat wcześniej Klimt został pochowany także na tym cmentarzu, jednak w innej jego części.
Gustav Ucicky został pochowany w grobie matki, w 1961 roku.

## Zaangażowanie na rzecz propagandy nazistowskiej
Pierwszym filmem Ucickiego, nakręconym na podstawie scenariusza autorstwa Gerharda Menzla, pisarza, był Morgenrot (1933). Począwszy od niego, do roku 1944, Ucicky współpracował z Menzlem przy każdym ze swoich filmów propagandowych. Efektem ich współpracy są m.in. tytuły Flüchtlinge (1933) i Das Mädchen Johanna (1935). Łącznie nakręcili 13 filmów.
Ponadto Ucicky jest reżyserem filmu Heimkehr (1941), którego fabuła ukazuje rzekome prześladowania ludności niemieckiej na Wołyniu. W filmie ukazywana jest agresja osób narodowości polskiej, w tym także przedstawicieli organów państwa, która to ma budzić w widzu antypolskie przemyślenia.

## Filmografia
Ucicky, w następujących latach, wziął udział w produkcji filmów (podano wybrane tytuły, w ich języku oryginału):
- 1917: Heldenkampf in Schnee und Eis (udział w produkcji jest domniemany[6])
- 1919: Gold (Kamera)
- 1919: Die Dame mit dem schwarzen Handschuh (Kamera)
- 1920: Die Dame mit den Sonnenblumen (Kamera)
- 1920: Golgatha (Kamera)
- 1920: Mrs. Tutti Frutti (Kamera)
- 1921: Cherchez la femme (Kamera)
- 1921: Wege des Schreckens (Kamera)
- 1922: Sodom und Gomorrha (Kamera)
- 1923: Die Lawine (Kamera)
- 1923: Der junge Medardus (Kamera)
- 1924: Harun al Raschid (Kamera)
- 1925: Das Spielzeug von Paris (Kamera)
- 1926: Fiaker Nr. 13 (Kamera)
- 1926: Der goldene Schmetterling (Kamera)
- 1926: Die dritte Eskadron (Kamera)
- 1926: Dürfen wir schweigen?
- 1927: Die Pratermizzi
- 1927: Tingel-Tangel
- 1927: Café Elektric
- 1928: Ein besserer Herr
- 1928: Herzen ohne Ziel
- 1929: Vererbte Triebe – Der Kampf ums neue Geschlecht
- 1929: Der Sträfling aus Stambul
- 1930: Der unsterbliche Lump
- 1930: Hokuspokus
- 1930: Das Flötenkonzert von Sans-souci
- 1931: Im Geheimdienst
- 1931: Yorck
- 1932: Mensch ohne Namen
- 1933: Morgenrot
- 1933: Flüchtlinge
- 1934: Der junge Baron Neuhaus
- 1935: Das Mädchen Johanna
- 1936: Savoy-Hotel 217
- 1936: Unter heißem Himmel
- 1937: Der zerbrochene Krug
- 1938: Gestern und heute (produkcja)
- 1938: Frau Sixta
- 1939: Aufruhr in Damaskus
- 1939: Mutterliebe
- 1940: Der Postmeister
- 1940: Ein Leben lang
- 1941: Heimkehr
- 1943: Späte Liebe
- 1944: Am Ende der Welt (premiera: 1947)
- 1944: Der gebieterische Ruf
- 1944: Das Herz muß schweigen
- 1947: Singende Engel
- 1948: Nach dem Sturm
- 1950: Der Seelenbräu
- 1950: Cordula
- 1952: Bis wir uns wiederseh’n
- 1953: Der Kaplan von San Lorenzo
- 1953: Ein Leben für Do
- 1954: Die Hexe
- 1955: Zwei blaue Augen
- 1957: Der Jäger von Fall
- 1957: Der Edelweißkönig
- 1957: Die Heilige und ihr Narr
- 1958: Das Mädchen vom Moorhof
- 1958: Der Priester und das Mädchen
- 1960: Das Erbe von Björndal